# Granville T. Hogan
Wilbert Granville Théodore „G. T.“ Hogan, Jr. (* 16. Januar 1929 in Galveston, Texas; † 7. August 2004 in San Antonio, Texas) war ein US-amerikanischer Schlagzeuger des Modern Jazz.
G.T. Hogan spielte ab Mitte der 1950er Jahre vor allem mit Randy Weston, zeitweise auch mit Lionel Hampton und 1959 mit Bud Powell in Paris. Er war 1961 Mitglied des International Jazz Quartet zusammen mit Bobby Jaspar, Attila Zoller und Eddie de Haas. Hogan nahm u. a. Platten mit Earl Bostick, Cal Massey, Elmo Hope, Walter Bishop, Kenny Dorham und Kenny Drew auf.

## Ausgewählte Diskografie
- Walter Bishop Jr.: Milestones (Black Lion, 1961); Trio (OJC, 1962–63)
- Kenny Dorham: This Is the Moment (OJC, 1958), Two Horns, Two Rhythms (OJC, 1957)
- Elmo Hope: Plays His Original Compositions (Fresh Sound, 1961)
- Cal Massey: The Jazz Life! (Candid, 1961-Sampler), Blues To Coltrane (Candid, 1961)